# Kopalnia „Feliks” w Niemcach
Kopalnia „Feliks” – kopalnia węgla kamiennego w Niemcach (dziś dzielnica Sosnowca Ostrowy Górnicze), działająca z przerwami w latach 1814–1925.

## Historia
W 1814 naddzierżawca ekonomii sławkowskiej Feliks Franciszek Łubieński podczas kopania studni dla miejscowego browaru odkrył pokład węgla kamiennego i założył odkrywkową kopalnię, nazwaną od swego imienia „Felix”. W 1817 kopalnia przeszła na własność skarbu państwa, pod zarząd dozorstwa olkusko-siewierskiego i pozostawała czasowo nieczynna. W czerwcu 1822 wydzierżawiona została Konstantemu Wolickiemu w związku z założeniem huty „Joanna”. W 1823 zaczęła funkcjonować jako kopalnia podziemna. W 1824 powróciła w zarząd skarbu państwa. Od 1824 do 1832 wydobyto w niej 840 000 korcy węgla kamiennego. W 1836 kopalnia zatrudniała 122 osoby, w tym: 1 sztygara, 1 miercę, 2 dozorców machiny parowej, 38 górników i 60 wozaków. W 1843 kopalnia została unieruchomiona. W 1874 przejęta przez Warszawskie Towarzystwo Kopalń Węgla i Zakładów Hutniczych, w 1876 pracowała już w dwóch szybach: „Leopold” i „Gustaw”. Kopalnia czynna była do 1910, następnie w latach 1921–1925.